# Palavras em Série
Palavras em Série é uma série de televisão brasileira de 2017 dirigido por Alberto Renault. O programa mostra em cada episódio os encontros das atrizes Andrea Beltrão, Monica Iozzi, Lilia Cabral, Camila Pitanga e Regina Casé respectivamente com as obras das autoras Adélia Prado, Tati Bernardi, Ana Cássia Rebelo, Hilda Hilst e Clarice Lispector.
O programa esterou em 2 de dezembro de 2017 no canal GNT.

## Elenco
- Andrea Beltrão... ela mesma
- Monica Iozzi... ela mesma
- Lilia Cabral... ela mesma
- Camila Pitanga... ela mesma
- Regina Casé... ela mesma

## Prêmios e indicações
| Ano  | Prêmio                         | Categoria                 | Indicação         | Resutado |
| ---- | ------------------------------ | ------------------------- | ----------------- | -------- |
| 2018 | 46th International Emmy Awards | Melhor Programa Artístico | Palavras em Série | Indicado |